# Archibald Campbell Tait

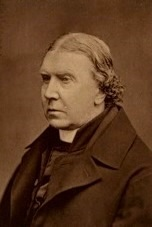
Archibald Campbell Tait

Archibald Campbell Tait (* 21. Dezember 1811 in Edinburgh, Schottland; † 3. Dezember 1882 in Addington, Surrey, England) war ein britischer Geistlicher der Anglikanischen Gemeinschaft. Von 1868 bis 1882 war er als Erzbischof von Canterbury das geistliche Oberhaupt der Kirche von England.

## Leben

### Studium und Dekan von Carlisle
Der aus einer presbyterianischen Familie stammende Tait trat früh der Scottish Episcopal Church und studierte zunächst an der University of Glasgow. Nachdem er dort im Oktober 1830 ein Stipendium der Snell Exhibition erhalten hatte, wurde er Student am Balliol College der University of Oxford und schloss dieses Studium im Fach klassische Sprachen, Altertums- und Literaturwissenschaften (Literae Humaniores) mit Auszeichnung 1833 ab. Im Anschluss wurde er Fellow und Tutor am Balliol College, besuchte daneben ein Priesterseminar und empfing 1836 die Ordination zum Diakon. Nach seiner Weihe zum Priester wurde er 1838 Kurat von Baldon.
Aufgrund von schnellen Wechseln innerhalb der Tutorenschaft war er zu dieser Zeit auch der derjenige der vier Tutoren am Balliol College mit der längsten Amtszeit und der größten Verantwortung. Als Gegner der Oxford-Bewegung organisierte er nach der Veröffentlichung des von John Henry Newman verfassten Tract XC 1841 den bekannten Protest der vier Tutoren des Balliol College gegen den Versuch, die dem Anglikanismus zugrunde liegenden katholischen Prinzipien und frühkirchlichen Orientierungen vermehrt zur Geltung zu bringen. Obwohl er andererseits Sympathien für die liberalen Bestrebungen an der Universität hatte, übernahm er innerhalb dieser Gruppe keine führende Rolle.
1842 wurde Tait Nachfolger von Thomas Arnold als Rektor der Rugby School, musste dieses Amt aber nach einer schweren Erkrankung 1848 niederlegen. 1843 heiratete er in Rugby Catherine Spooner. Nachdem er sich von der Krankheit erholt hatte, wurde er 1849 zum Dekan (Dean) der City of Carlisle berufen und bekleidete dieses Amt bis 1856. Während dieser Zeit war er zugleich von 1850 bis 1852 Mitglied der Kommission der Universität Oxford und erwarb neben einer außerordentlichen pastoralen Arbeit große Verdienste bei der Renovierung der Carlisle Cathedral. Im Frühjahr 1856 erlitt er einen schweren persönlichen Schicksalsschlag als innerhalb von fünf Wochen fünf seiner Kinder an Scharlach verstarben.

### Bischof von London und Erzbischof von Canterbury

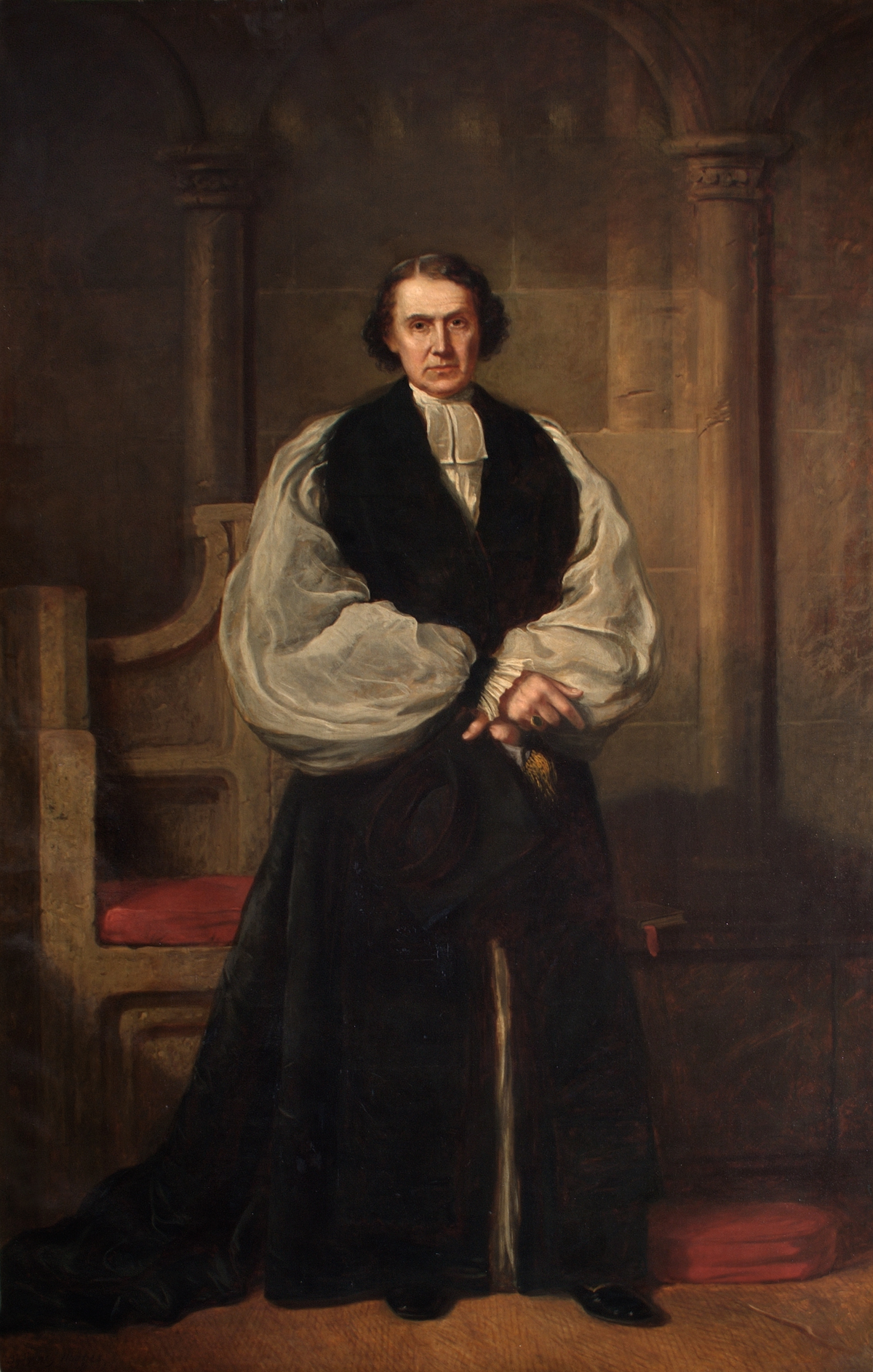
Gemälde von Erzbischof Archibald Tait

Am 22. November 1856 wurde er als Nachfolger von Charles James Blomfield zum Bischof von London geweiht. Als Bischof von London setzte er die von Blomfield begonnene Neugestaltung des Bischofsamtes mit großer Anstrengung und starkem Interesse fort. Während Blomfield sich insbesondere im Kirchenbau engagierte, gründete Tait nach seiner Amtseinführung 1863 die Stiftung des Bischofs von London (Bishop of London’s Fund). Einen großen Teil verbrachte er in London mit der Evangelisation und setzte sich insbesondere für einer Ausweitung der pastoralen Arbeit der Geistlichen seiner Diözese ein. Zusammen mit seiner Frau war er maßgeblich am Aufbau der Frauenarbeit beteiligt und trug einiges zur notwendigen Organisation der anglikanischen Schwesternschaften bei. Daneben führte er erfolgreiche Maßnahmen zur Verwaltung und Organisation durch und versuchte auch durch seine mit dem Amt des Bischofs verbundene Mitgliedschaft im House of Lords praktischen Nutzen für seine Arbeit zu erzielen.
Nachdem er 1862 die Ernennung zum Erzbischof von York abgelehnt hatte, wurde er 1868 als Nachfolger von Charles Thomas Longley Erzbischof von Canterbury sowie Primas der Church of England und übte diese Ämter bis zu seinem Tod aus. Seine letzten Lebensjahre waren von Krankheiten und dem Tod seines einzigen Sohnes Crauford Tait sowie seiner Ehefrau im Jahr 1878 geprägt.

### Wirken, Leistungen und Kontroversen

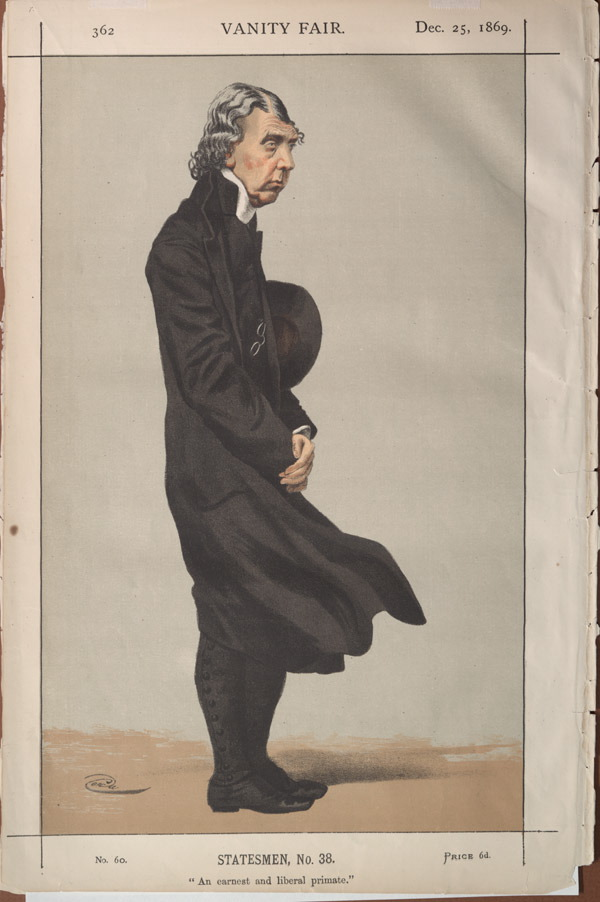
Karikatur von Erzbischof Tait in der Zeitschrift Vanity Fair (25. Dezember 1869)

Tait war maßgeblich an der Neugestaltung der Bedingungen für die Anstellung als Priester (1865), des neuen Lektionar (1871) und dem Gesetz über Bestattungen (1880) beteiligt. Auf ihn ging darüber hinaus die Einrichtung der Königlichen Kommissionen über Rituale (Royal Commissions on Ritual) im Jahr 1867 sowie der Kirchengerichte, der sogenannten Ecclesiastical Courts, im Jahr 1881 zurück. Daneben war er auch entscheidend an der Gründung und Durchführung der Lambeth-Konferenzen beteiligt.
Auf der anderen Seite hatte er jedoch wenig Erfolg bei der Auseinandersetzung mit dem späteren Liberalismus sowie den späteren katholischen Strömungen aus der Oxford-Bewegung. Obwohl er früh selbst mit liberalen Ideen sympathisierte, waren seine Ansichten zu Angelegenheiten des Glaubens und der kirchlichen Rituale zumeist praktischer Art: Er wünschte sich Frieden zu sichern und Gehorsam gegenüber dem Gesetz, so wie er es sah. Nachdem seine Sympathien ihn für eine Bewegung nützlich aussehen ließen, sah er sich selbst gezwungen, Ansichten zu revidieren. So drückte er seine Anerkennung für einige Autoren von Essays and Reviews aus, trat dann aber 1861 der Zensur dieser Publikation bei. Ein ähnliches Verhalten war auch in anderen Fällen zu sehen wie im Fall um den Bischof von Natal John William Colenso 1863 und in der Kontroverse um den Brauch beziehungsweise Missbrauch des Glaubensbekenntnisses von Athanasius dem Großen im Jahr 1872.
Zum anderen sah er sich während seiner gesamten Bischofszeit mit katholizistischen Strömungen konfrontiert, insbesondere in Bezug auf religiöse Riten. Während seiner Zeit als Bischof kam es 1859 zu den Aufständen in der Gemeinde St George in the East sowie 1867 in St Albans. 1877 nahm er als Assessor an den Verhandlungen im Ridsdale-Fall vor dem Privy Council teil und war mehr als jeder andere Bischof mit der Agitation gegen die Beichte in den Jahren 1858 und 1877 befasst. Seine Methode war dabei stets die gleiche: er bemühte sich darum, die Einhaltung der Gesetze durch Gerichte klären zu lassen. Wenn dies fehlschlug, versuchte er die Beachtung der Regeln eines Ordinarius zur Sicherung des Kirchenfriedens durchzusetzen.
1874 kam es mit dem Public Worship Regulation Act zu einer Gesetzgebung über die Absetzung rebellischer Geistlicher. Tait war nicht allein für die darin enthaltenen Regelungen verantwortlich, es handelte sich vielmehr um das Ergebnis von Vereinbarungen der Bischöfe mit dem Präsidenten der britischen Bibel-Vereinigung, Anthony Ashley-Cooper, 7. Earl of Shaftesbury. Bei Umsetzung des Gesetzes wurden Geistliche wie Thomas Pelham Dale einer Verhandlung vor einem neuen Tribunal unterzogen und nicht nur vom geistlichen Amt abgesetzt, sondern auch inhaftiert. Dies sorgte für Empörung sowohl unter Kirchenleuten, als auch unter vielen Laien, die sich wenig oder gar nicht für die angegriffenen rituellen Praktiken interessiert hatten. Tait versuchte daraufhin, die Situation zu mildern, wie bei der Absetzung des Priesters von St Alban in Holborn. Die Unstimmigkeit über die religiösen Riten wurde zwar nicht gelöst, aber anschließend anders behandelt, so dass der Public Worship Regulation Act praktisch hinfällig wurde.

## Quelle
Quelle des Artikels ist unter anderem die ausführliche Biographie aus Dictionary of National Biography, 1885-1900, Volume 55 (Tait, Archibald Campbell by William Henry Fremantle).